# Ready, Willing and Able
Pour plus de détails, voir Fiche technique et Distribution.
Ready, Willing and Able est un film américain réalisé par Ray Enright, sorti en 1937.

## Fiche technique
- Titre : Ready, Willing and Able
- Réalisation : Ray Enright
- Scénario : Warren Duff, Jerry Wald et Sig Herzig
- Photographie : Sol Polito
- Société de production : Warner Bros.
- Pays d'origine : États-Unis
- Format : Noir et blanc - 1,37:1 - Mono
- Genre : musical
- Date de sortie : 1937

## Distribution
- Ruby Keeler : Jane
- Lee Dixon : Pinky Blair
- Allen Jenkins : J. Van Courtland
- Louise Fazenda : Clara Heineman
- Ross Alexander : Barry Granville
- Carol Hughes : Angie
- Wini Shaw : Jane Clarke
- Addison Richards : Edward McNeil
- E. E. Clive : Sir Samuel Buffington
- Jane Wyman : Dot
- Charles Halton : Brockman
- Lillian Kemble-Cooper : Mme Buffington
- May Boley : Mme Beadle
- Hugh O'Connell : Truman Hardy

Acteurs non crédités
- Elsa Buchanan : Servante à la réception
- Barnett Parker : Serveur